# Väsby landskommun
Väsby landskommun var en tidigare kommun i dåvarande Malmöhus län.

## Administrativ historik
När 1862 års kommunalförordningar började gälla inrättades i Väsby socken i Luggude härad i Skåne. 
Höganäs ingick i Väsby landskommun men hade en fristående samhällsstyrning - en sorts förtida municipalsamhälle. 18 oktober 1889 inrättades så Höganäs fiskeläges municipalsamhälle i kommunen. 1908 utökades municipalsamhället med industriorten och namnändrades till Höganäs municipalsamhälle som tillfördes ytterligare områden 1917 (1919), och som senare 1936 ombildades till Höganäs stad. 
Vid kommunreformen 1952 bildade Väsby landskommun storkommun genom sammanläggning med den tidigare landskommunen Viken.
Vikens municipalsamhälle, som inrättats i dåvarande Vikens landskommun år 1921 fortlevde intill utgången av 1964.
Området inkorporerades 1967 i Höganäs stad och ingår sedan 1971 i Höganäs kommun.
Kommunkoden 1952-1962 var 1202.

### Kyrklig tillhörighet
I kyrkligt hänseende tillhörde kommunen Väsby församling. Den 1 januari 1952 tillkom Vikens församling.

## Geografi
Väsby landskommun omfattade den 1 januari 1952 en areal av 50,40 km², varav 50,09 km² land.

### Tätorter i kommunen 1960
| Tätort           | Folkmängd |
| ---------------- | --------- |
| Viken            | 825       |
| Lerberget        | 399       |
| Höganäs, del ava | 364       |
| Ingelsträde      | 235       |

Tätortsgraden i kommunen var den 1 november 1960 43,9 procent.

## Politik

### Mandatfördelning i Väsby landskommun 1938-1962
| 15 | 2 | 7 |  |

| 23 |

| 15 |  | 8 |  |

| 23 |

| 14 | 8 | 2 |  |

| 21 | 4 |

| 17 | 9 | 6 | 3 |

| 31 |

| 15 | 8 | 6 | 6 |

| 30 | 5 |

| 13 | 9 | 5 | 8 |

| 33 |

| 14 | 8 | 5 | 8 |

| 33 |